# Indiana Vassilev
Indiana Denchev Vassilev (Savannah, 16 febbraio 2001) è un calciatore statunitense, centrocampista del Philadelphia Union e della nazionale statunitense.

## Carriera

### Club
Cresciuto nell'IMG Academy Bradenton, nel 2018 viene acquistato dall'Aston Villa che aggrega al proprio settore giovanile. Nel gennaio del 2020 viene promosso in prima squadra con cui debutta il 4 gennaio entrando in campo negli ultimi minuti dell'incontro di FA Cup perso 2-1 contro il Fulham. Due settimane esordisce anche in Premier League subentrando a Trézéguet al 67' del match pareggiato 1-1 contro il Brighton. Il 18 maggio seguente rinnova il proprio contratto con i Villans fino al 2022.

### Nazionale
Ha giocato nelle nazionali giovanili statunitensi Under-17, Under-18 ed Under-20.
Il 18 gennaio 2025 debutta con gli Stati Uniti nell'amichevole vinta per 3-1 contro Venezuela.

## Statistiche
Statistiche aggiornate al 4 novembre 2021.

### Presenze e reti nei club
| Stagione        | Squadra         | Campionato      | Campionato | Campionato | Coppe nazionali | Coppe nazionali | Coppe nazionali | Coppe continentali | Coppe continentali | Coppe continentali | Altre coppe | Altre coppe | Altre coppe | Totale | Totale | Totale |
| Stagione        | Squadra         | Comp            | Pres       | Reti       | Comp            | Pres            | Reti            | Comp               | Pres               | Reti               | Comp        | Pres        | Reti        | Pres   | Reti   |        |
| --------------- | --------------- | --------------- | ---------- | ---------- | --------------- | --------------- | --------------- | ------------------ | ------------------ | ------------------ | ----------- | ----------- | ----------- | ------ | ------ | ------ |
| 2019-2020       | Aston Villa     | PL              | 4          | 0          | FACup+CdL       | 1+1             | 0               |                    | -                  | -                  |             | -           | -           | 6      | 0      |        |
| 2020-gen. 2021  | Burton Albion   | FL1             | 12         | 0          | FACup+CdL       | 0               | 0               |                    | -                  | -                  | EFL Trophy  | 0           | 0           | 12     | 0      |        |
| gen.-giu. 2021  | Cheltenham Town | FL2             | 12         | 0          | FACup+CdL       | 0               | 0               |                    | -                  | -                  | EFL Trophy  | 0           | 0           | 12     | 0      |        |
| 2021            | Inter Miami     | MLS             | 21         | 3          |                 | -               | -               |                    | -                  | -                  |             | -           | -           | 21     | 3      |        |
| Totale carriera | Totale carriera | Totale carriera | 49         | 3          |                 | 2               | 0               |                    | -                  | -                  |             | -           | -           | 51     | 3      |        |

### Cronologia presenze e reti in nazionale
| Cronologia completa delle presenze e delle reti in nazionale ― Stati Uniti | Cronologia completa delle presenze e delle reti in nazionale ― Stati Uniti | Cronologia completa delle presenze e delle reti in nazionale ― Stati Uniti | Cronologia completa delle presenze e delle reti in nazionale ― Stati Uniti | Cronologia completa delle presenze e delle reti in nazionale ― Stati Uniti | Cronologia completa delle presenze e delle reti in nazionale ― Stati Uniti | Cronologia completa delle presenze e delle reti in nazionale ― Stati Uniti | Cronologia completa delle presenze e delle reti in nazionale ― Stati Uniti |
| Data                                                                       | Città                                                                      | In casa                                                                    | Risultato                                                                  | Ospiti                                                                     | Competizione                                                               | Reti                                                                       | Note                                                                       |
| -------------------------------------------------------------------------- | -------------------------------------------------------------------------- | -------------------------------------------------------------------------- | -------------------------------------------------------------------------- | -------------------------------------------------------------------------- | -------------------------------------------------------------------------- | -------------------------------------------------------------------------- | -------------------------------------------------------------------------- |
| 18-1-2025                                                                  | Fort Lauderdale                                                            | Stati Uniti                                                                | 3 – 1                                                                      | Venezuela                                                                  | Amichevole                                                                 | -                                                                          | 73’                                                                        |
| 23-1-2025                                                                  | Orlando                                                                    | Stati Uniti                                                                | 3 – 0                                                                      | Costa Rica                                                                 | Amichevole                                                                 | -                                                                          | 69’                                                                        |
| Totale                                                                     |                                                                            | Presenze                                                                   | 2                                                                          |                                                                            | Reti                                                                       | 0                                                                          |                                                                            |

## Palmarès

### Competizioni nazionali
- Football League Two: 1

Cheltenham Town: 2020-2021